# Val Montjoie
Le val Montjoie, vallée de Montjoie ou encore vallée du Bonnant, est une vallée française de Haute-Savoie, située dans la province historique du Faucigny, dans le massif du Mont-Blanc et dans laquelle coule le Bon Nant.

## Toponymie
Le nom de « montjoie » désigne un pilier en pierre érigé pour baliser un chemin ou « colline, hauteur ; tas de pierres ; monceau, tas, amas, quantité considérable ». Il s'agit du nom de la seigneurie — mentionnée en 1288 sous la forme Mons Gaudii — recouvrant ce territoire, qui serait passé à la vallée (Valmonsjovis, Valmonjoie).

## Géographie

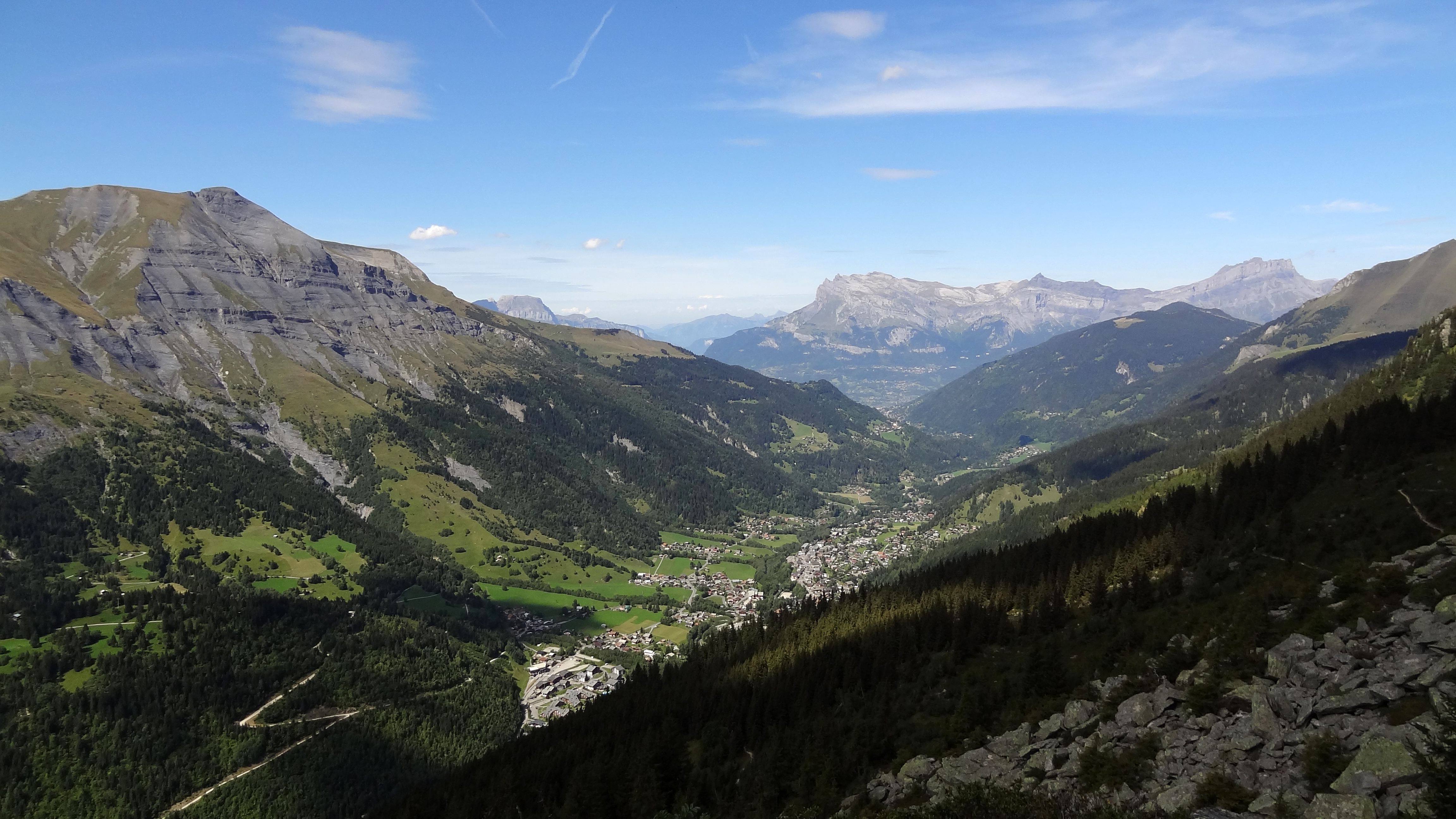
Vue du val Montjoie en direction de l'aval depuis le refuge de Tré-la-Tête au sud ; au fond, le massif du Faucigny.

Le val Montjoie est une région de petite superficie, qui concentre un grand nombre d’activités, sportives ou récréatives, et où la randonnée peut aussi bien être familiale et facile que sportive. Le parcours offre une multitude de paysages : cascades et gorges que l'on surplombe en franchissant plusieurs passerelles, prairies, forêts, fermes et villages, sans oublier le panorama ouvert sur le mont Blanc, l'aiguille de Bionnassay et les dômes de Miage. La principale agglomération est Saint-Gervais-les-Bains à l'entrée de la vallée.

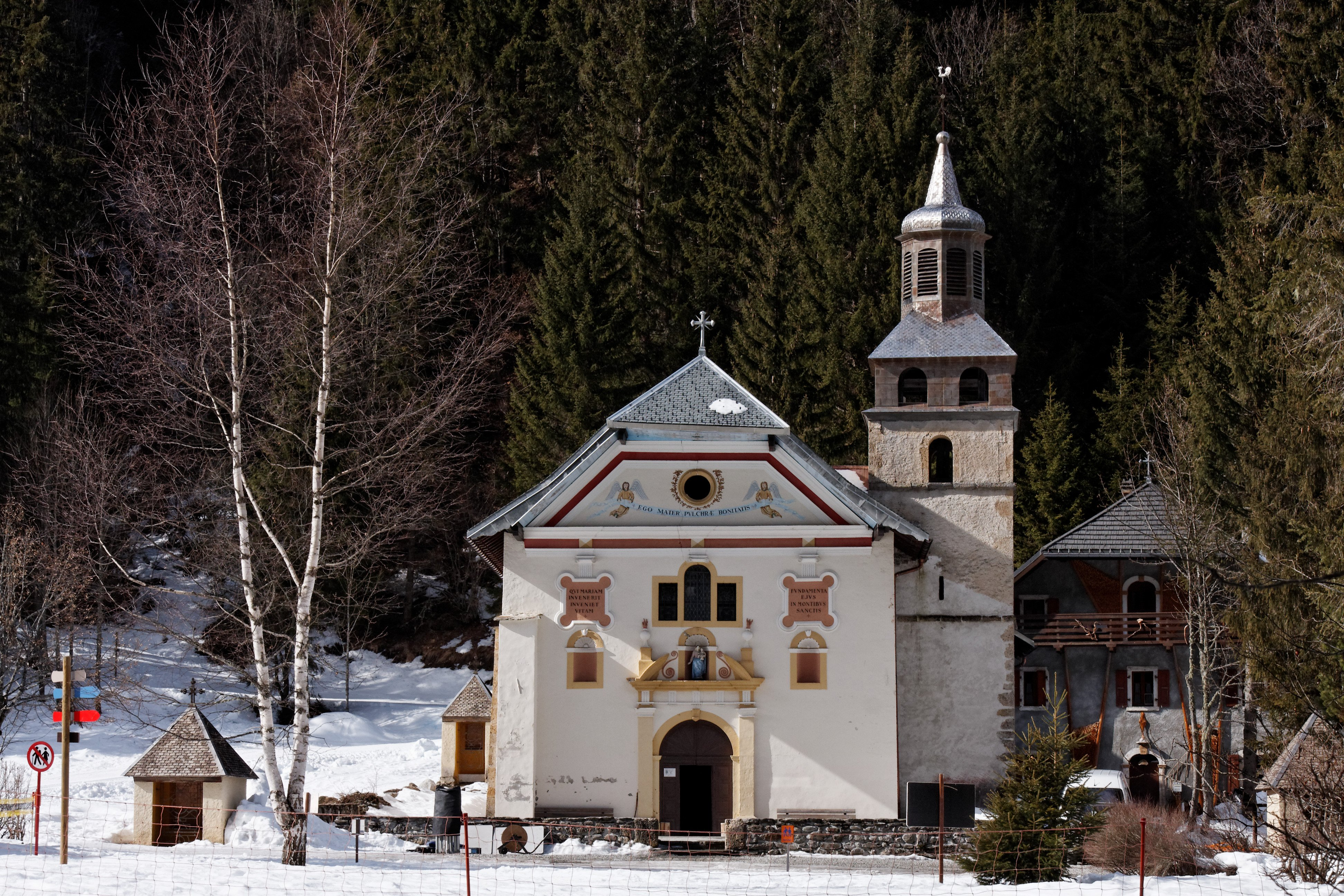
La chapelle Notre-Dame-de-la-Gorge au fond de la vallée.

À l'est de la vallée c'est le domaine de la haute montagne avec les dômes de Miage (3 673 m) et l'aiguille de Bionnassay (4 052 m), tous deux situés dans le massif du Mont-Blanc. À l'ouest, la station de sports d'hiver des Contamines s'étend sur les flancs du mont Joly (2 525 m) et permet de rejoindre le domaine skiable de Hauteluce Val Joly par le col du Joly. Le sommet des pistes situé à la tête du Véleray offre ainsi un panorama sur le massif du Mont-Blanc, la chaîne des Aravis et la vallée du Beaufortain. Au sud, une voie dite romaine mène au col du Bonhomme qui conduit à l'Italie. Cette voie mène aussi au refuge de la Balme, au col de la Fenêtre et aux lacs Jovet.
Cette petite vallée entre Saint-Gervais-les-Bains et le col du Bonhomme où coule le Bon Nant, qui se déverse dans l'Arve, est desservie par une route goudronnée qui se termine à la chapelle Notre-Dame-de-la-Gorge, tout au fond de la vallée.

## Histoire
La vallée est occupée par les Ceutrons, tandis que les Allobroges sont installées dans la vallée de l'Arve. L'accès à la vallée, et surtout au col qui permet de rejoindre la Tarentaise, est protégé par les positions fortifiées du Châtelard, sur le sommet des Gures (entre Chedde et Servoz), et dans le bois des Amerans, surplombant le Bon Nant.
Le val Montjoie relève du diocèse de Genève, lors de sa création au IVe siècle. Il relevait auparavant de celui de Tarentaise. Ce basculement permet de fixer dès cette période la frontière entre le Faucigny et la Tarentaise au col du Bonhomme. Le pouvoir temporel des deux vallées appartient à des puissances féodales distinctes, d'un côté les seigneurs de Faucigny, de l'autre les évêques puis archevêques-comtes de Tarentaise, puis la maison de Savoie. Les Faucigny sont les suzerains des seigneurs de Montjoie, dont le centre se trouve au château des Contamines. La première mention de ce château remonte cependant en 1277.
Les migrations de population de la vallée sont attestées dès le XIVe siècle.
Le développement touristique de la vallée débute en 1806 avec la découverte de sources thermales au Fayet. Les villages de Saint-Gervais et des Contamines se transforment pour devenir des communes touristiques, notamment avec le développement de stations de sports d'hiver.